# La Traboule de la Géhenne
 (juillet 2025).
Si vous disposez d'ouvrages ou d'articles de référence ou si vous connaissez des sites web de qualité traitant du thème abordé ici, merci de compléter l'article en donnant les références utiles à sa vérifiabilité et en les liant à la section « Notes et références ».
La Traboule de la Géhenne est la quinzième histoire de la série Isabelle de Will et Yvan Delporte. Elle est publiée pour la première fois du no 2788 au no 2798 du journal Spirou.